# José Ortega Torres
José Ortega Torres (Granada, 1943) es un poeta y litógrafo con una personalidad acusada en la literatura andaluza contemporánea. Coetáneo del grupo poético de los Novísimos, usa moldes más tradicionales (rima, soneto) para crear una compleja arquitectura de imágenes que recuerda la herencia clásica mediterránea. Publica su obra poética con el anagrama de Narzeo Antino.

## Biografía
Ortega Torres cursa los estudios de Filología Románica en la Universidad de Granada entre 1966 y 1969, y se licencia en 1971 con la memoria "Aproximación a la poesía de Rafael Guillén", dirigida por D. Emilio Orozco Díaz. Obtiene el doctorado en Filología Hispánica en 1971 con la tesis "La poesía de Rafael Guillén: lengua, temas y estilo".
En 1975 funda con el poeta gaditano José Lupiáñez y el granadino José Gutiérrez la colección Silene, que ha publicado desde entonces obras de muchos poetas locales (entre otros Juan de Loxa, José Rienda, Elena Martín Vivaldi y Carmelo Sánchez Muros). Jubilado de su puesto como profesor de Literatura Española en la Universidad de Granada en 2012.

## Citas
Aynadamar el recinto
del amor. Y tu presencia
claro fulgor: inminencia
alza el afán nunca extinto.
Conjunto de laberinto
entreteje la colina
(sabio secreto de mina
tanta riqueza procura).
Huésped tú de la hermosura
donde la ofrenda culmina.
'Diamante', Granada, 1978, p. 34.
| La arquitectura del amor                                                      | Amor exaltación y arquitectura     |
| exalta júbilo en asedio:                                                      | asedio de corceles surtidores      |
| por la celosía del alba                                                       | combate desvelando en los fulgores |
| se impacientaban los luceros.                                                 | las columnas del alba y su tersura |
| Entre los rumores del bosque                                                  | Espejo sin sosiego en que perdura  |
| la madrugada rinde espigas                                                    | apogeo de espigas y atanores       |
| ante el azar del desconcierto.                                                | donde la noche rinde su aventura   |
| Mas no ceda el ánimo al frío                                                  | Amor si tu presencia es desafío    |
| frente a la inmolación del tiempo,                                            | corporal y desnudo pensamiento     |
| no sea que las azucenas                                                       | concédeme el clamor de las almenas |
| se desvanezcan en el tiempo.                                                  | desvanece fugaz las azucenas       |
| ----------------------------------------------------------------------------- |                                    |

'Fulgor de la materia', Granada, 2003, p. 50 y 51.

## Obras y premios
- Cauce vivo ("Live Riverbed") 1971), firmado con el seudónimo de Aldo Fresno
- Ceremonia salvaje (1973)
- Carmen de Aynadamar (1974)
- Ritos y cenizas (1975)
- "Poema de la Alhambra, de A.E.” (publicado en el diario granadino Ideal el 23 de febrero de 1975)
- El exilio y el reino (1979)
- Hierofanía (1981), Premio Federico García Lorca en 1979 (patrocinado por la Universidad de Granada).
- La diadema y el cetro: himno (1983)
- Diamante: (espacio íntimo) (1987)
- Olvido es el mar, (1989)
- Domus aurea (1996), Premio Provincia de León 1994.
- Laurel & glosa, 1997
- Centinela del aire (1999), Premio Ciudad de Salamanca.
- Amante desafío 2001
- Fulgor de la materia (2003)
- Un título para Eros. Erotismo, sensualidad y sexualidad en la literatura, Capítulo 7 - “Falomanía y travesura en El jardín de Venus de Samaniego”
- Todo es Poesía en Granada. Panorama poético (2000-2015). José Martín de Vayas (antólogo). Granada: Esdrújula Ediciones, 2015.